# Choi Myeong-jong
Choi Myeong-jong (kor. 최명종; ur. 6 maja 1933 w Seulu) – południowokoreański zapaśnik walczący w stylu wolnym. Olimpijczyk z Rzymu 1960, gdzie zajął 21. miejsce w kategorii do 73 kg.
Czwarty na igrzyskach azjatyckich w 1958 roku.

## Letnie Igrzyska Olimpijskie 1960
| Konkurencja      | Rundy eliminacyjne      | Rundy eliminacyjne         | Klas. końcowa |
| Konkurencja      | Przeciwnik I            | Przeciwnik II              | Miejsce       |
| ---------------- | ----------------------- | -------------------------- | ------------- |
| 73 kg styl wolny | Emam Ali Habibi (IRI) Z | Gaetano De Vescovi (ITA) P | 21.           |